# سوزانا یاویکولی
سوزانا یاویکولی (ایتالیایی: Susanna Javicoli؛ ‏ ۷ اوت ۱۹۵۴ – ۱۷ ژوئن ۲۰۰۵) بازیگر، صداپیشه، نویسندهٔ دیالوگ و مدیر دوبلاژ اهل ایتالیا بود.
از فیلم‌ها یا برنامه‌های تلویزیونی که وی در آن نقش داشته‌است، می‌توان به شب بزرگ، سوسپیریا، آرماگدون و اکشن اشاره کرد.